# 蓝紫红菇
蓝紫红菇（學名：Russula caerulea），俗稱駝背脆褶（humpback brittlegill），是一種擔子菌門真菌，隸屬於俗稱脆褶（Brittlegill）的紅菇屬。這種真菌的顏色為暗紅色或紫色，可供食用，並且會於夏末和秋季期間在針葉林中出現。這種真菌廣泛分佈於歐洲和北美。

## 分類
蓝紫红菇最早是由南非真菌學家克里斯蒂安·亨德里克·珀森於1801年描述的，其學名為蓝紫傘菌（Agaricus caeruleus）。後來，瑞典真菌學家伊利阿斯·马格努斯·弗里斯於1838年將其學名改為現名。其學名中的源自拉丁文中的詞彙，意思是「藍色」。而其異名 則是於1927年由庫切拉（Kučera）起的。

## 描述
蓝紫红菇的菌蓋直徑約為3–10厘米（1.2–4英寸），呈紫褐色，有著一個暗淡的，甚至是黑色的中心。起初，其菌蓋呈凸面狀，甚至是卵圓狀，但是隨着年齡增加會變成扁平狀。儘管如此，這種真菌仍然保留著菌蓋中央部份的殼頂，而這也是紅菇屬中獨一無二的。其菌蓋邊緣起皺。其菌柄較為堅固，高4–9厘米（1.6–3.6英寸），厚1–2厘米（0.4–0.8英寸），呈狹棒狀。其菌褶是連生的或自由下垂的，呈淺赭色，而這也是其孢子印的顏色。菌褶之間的間距不大。其菌肉呈白色，味道淡淡的，但其菌蓋皮則有著苦澀的味道。

### 類似物種
黑紫红菇（Russula atropurpurea），與蓝紫红菇相似。一種罕見的真菌，通常在落葉林中出現。其菌蓋並不會有殼頂。
粘质红菇（Russula viscida），與蓝紫红菇相似。其菌蓋並不會有殼頂，並且是非常罕見的。其菌蓋邊緣幾乎沒有剝落。

## 分佈及生境
蓝紫红菇於夏末到秋季期間在歐洲、亞洲和北美出現，並且經常在松樹下生長。這種真菌於北半球常見。

## 可食性
蓝紫红菇並沒有毒，因此是可供食用的，並且有著淡淡的味道。但是，其 菌蓋皮則有著苦澀的味道，因此較少用作食材。